# Хэнслип, Хлоя
Хлоя Хэнслип (англ. Chloë Elise Hanslip; род. 28 сентября 1987, Гилфорд) — британская скрипачка.

## Биография
Играет на скрипке с двух лет. В 4 года выступила в лондонском концертном зале Purcell Room. В пять лет играла для Иегуди Менухина, была принята в его Школу, училась у Натальи Боярской.
В 1995 начала учиться в Германии у Захара Брона. Посещала мастер-классы и брала уроки у Руджеро Риччи, Иды Гендель, Шломо Минца, Сальваторе Аккардо, Максима Венгерова. В 10 лет выступала в крупнейших концертных залах Великобритании и США, включая Альберт-холл и Карнеги-холл. В 1999 снялась в эпизоде как скрипачка-вундеркинд в фильме Онегин, исполнив виртуозный фрагмент из сонаты Джузеппе Тартини «Трель дьявола» (в то время как Онегин читает письмо Татьяны) — как вспоминает Хэнслип, режиссёр дал ей только десять дней на разучивание этой сложнейшей пьесы. Первый сольный альбом, записанный на Warner Classics UK, выпустила в 2001, он получил тёплый прием. В 2008 году оказалась в фокусе внимания в связи с аукционной продажей уникальной скрипки Гварнери, некогда принадлежавшей Анри Вьётану, — по случаю продажи аукционный дом Sotheby's устроил концерт-презентацию, на котором скрипку представляла Хэнслип.
Участвовала в крупных фестивалях (в том числе, в Новосибирске), выступает на различных сценах мира, включая Японию и Южную Корею. Играла с лондонской Филармонией, Королевским шотландским оркестром, Симфоническим оркестром Цинциннати, London Mozart Players и другими известными оркестрами под управлением Эндрю Дэвиса, Сэйдзи Одзава, Леонарда Слаткина, Мариса Янсонса, Пааво Ярви, Михаила Юровского и др.
Среди записей Ханслип наибольший резонанс получили диск с виртуозными пьесами Антонио Бадзини и концерты Енё Хубаи.
К 2021 году выпустила 15 альбомов и 1 сборник музыки. Издавалась на таких популярных лейблах как Naxos, Warner Classics, BBC Music.

## Репертуар
Мендельсон, Брамс, Чайковский, Сарасате, Бенжамен Годар, Брух, Альбан Берг, Енё Хубаи, Прокофьев, Энеску, Бриттен, Франц Ваксман, Барбер, Джон Корильяно, Дж. К.Адамс и др.

## Признание
Финская премия Фонда Сибелиуса (2000).
Два ее первых компакт диска принесли ей немецкую премию ECHO как лучшему новичку в категории классики (2002), а также премию Classical BRITS как молодому британскому исполнителю классической музыки (2003).